# Груздева, Нина Васильевна
Нина Васильевна Груздева (1936—2016) — русский советский писатель, прозаик, поэт. Член Союза писателей России с 1996 года. Лауреат Всероссийской литературной премии имени Н. М. Рубцова (2003), Большой литературной премии России (2008) и Международной премии Филантроп в области поэтического творчества (2014).

## Биография
Родилась 15 ноября 1936 года в деревне Денисовская Харовского района Вологодской области в крестьянской семье.
С 1962 по 1965 год обучалась на историко-филологическом факультете Вологодского педагогического института, одновременно с учёбой работала в должности
литературного сотрудника вологодской милицейской газеты. С 1965 по 1970 год перевелась в Москву и обучалась в Литературном институте имени А. М. Горького, обучаясь в институте общалась с будущими поэтами Василием Беловым и Николаем Рубцовым. В годы учебы в институте о её творчестве высоко отзывались такие поэты как И. Л. Сельвинский, С. С. Наровчатов и В. Д. Фёдоров ставив её творчество на один уровень с творчеством известных советских поэтесс того времени.
В 1968 году из под пера Груздевой вышла первая поэтическая книга стихов «Тропинка», а стихи печатались в вологодских газетах «Вологодский комсомолец» и «Красный Север». В последующем вышли такие сборники произведений как: «Твоё имя» (1995), «Воскресенье» (1995), «Звезда» (1998), «Часы песочные» (2001), «Краешек зари» (2006), «Душа» (2011). Поэтические произведения Груздевой печатались в таких известных газетах и журналах как: «Литературная газета», «Москва», «Наш современник», «Роман-газета», «Огонёк», «Сельская молодёжь», «Молодая гвардия», «Студенческий меридиан» и «Литературная Россия», а так же в издательствах Современник и Северо-Западное книжное издательство. Член Союза писателей России с 1996 года. В 2003 году за сборники «Звезда» и «Часы песочные» Груздева стала лауреатом Всероссийской литературной премии имени Н. М. Рубцова, в 2008 году за книгу стихов «Краешек зари» Груздева была удостоена Большой литературной премии России, в 2014 году за своё поэтическое творчество стала лауреатом Международной премии Филантроп в номинации «Поэтическое творчество».
Скончалась 27 июня 2016 года в Вологде.

## Оценка творчества
И. Л. Сельвинский для «Литературной газете» в 1967 году отметил Груздеву в числе величайших поэтесс того времени: «…Прежде всего хочется отметить обилие прекрасных поэтесс. Астафьева, Ахмадулина, Бялосинская, Груздева, Друнина, Казакова, Котляр, Николаевская, Кузнецова, Румянцева, Матвеева, Мориц, Снегова, Тамарина… Что характеризует их работу в стихе? Глубокое уважение к слову, тщательность в разработке строфы, чувство целостности стихотворения, наконец, необычайно серьёзное восприятие самой поэзии даже при наличии лёгкого почерка, который так прелестен у женщин. И затем — безупречный вкус. Однако поэтессы наши не создали какого-либо эстетического „течения“ в поэзии. Каждая из них — сама по себе».
Поэт Виктор Боков о выходе поэтических сборников Груздевой: «Дорогая, Нина Васильевна! Твой помятый, порванный по краям конверт-пакет пришёл. В нём две твои книги. Поздравляю тебя от души с выходом. Знаю, что тебе это стоило. Ты — молодчина, что не сдавалась мукам жизни и вышла в свет. Я сразу стал читать „Воскресение“. Прочёл до конца и хочу тебя поздравить с хорошей книгой. Я почти на всех стихах поставил крестики, значит — хорошо! Очень рад, что расширяешь возможности формы стиха. Отличное! Много я подчеркнул строк, которые заметил и порадовался…».
По словам поэта Николая Старшинова: «Лучшие стихи Нины Груздевой (а к ним я отношу „Родное“, „Я по льду шла“, „В пути и пусто и темно“, „Я могла бы молчать, молчать“, „Я водой заливала“, „Где-то месяц плывёт во ржи“ и другие), посвящённые любви, родной земле, её природе, лаконичны, по-настоящему прочувствованны. В них есть та хорошая простота, которую я высоко ценю…».

## Награды
- Большая литературная премия России (2008 — «за книгу стихов „Краешек зари“»[5])
- Международная премия Филантроп в номинации «Поэтическое творчество» (2014[6])
- Всероссийская литературная премия имени Н. М. Рубцова (2003 — «за сборники „Звезда“ (1998) и „Часы песочные“ (2001)»[7])
- Почётный гражданин Харовского муниципального района (2012[8])